# Миргород (аэродром)
Миргород — военный аэродром, расположенный вблизи одноименного города Миргород Полтавской области Украины.

## Описание
Миргородский аэродром был построен в середине 1930-х годов. До войны использовался Красным Воздушным флотом. В период оккупации Полтавской области немецко-фашистскими захватчиками на аэродроме базировались самолёты Люфтваффе.
После освобождения Миргорода с июня 1943 года на аэродроме базировался 804-й бомбардировочный авиаполк (с 5 февраля 1944 года — 161-й гвардейский БАП) 293-й бомбардировочной авиационной дивизии на самолётах Пе-2 .
В 1944—1945 годах аэродром использовался авиацией союзников в операции «Фрэнтик». Такое кодовое название имела совместная советско-американская операция с челночным движением американских бомбардировщиков по треугольнику Англия — Италия — Полтава. По легенде операции Миргородский аэродром на время стал «Station 561» (сокращение от английского «USAAF Station 561» — «авиабаза ВВС США № 561»).
С целью обеспечения операции в марте 1944 года в ВВС РККА была сформирована сто шестьдесят девятая авиационная база особого назначения (169 абон), целью которой было проведение всех подготовительных работ и организация взаимодействия с американцами. В состав базы были включены подразделения аэродромного обслуживания, технические, инженерные, автомобильные и другие специальные формирования. Командиром Миргородского батальона аэродромного обслуживания был назначен майор Г. Тедеев.
2 июня 1944 года на аэродроме приземлились первые боевые самолёты союзников — 65 тяжёлых бомбардировщиков B-17. В течение четырёх месяцев американцы совершили 18 рейдов по полтавскому аэроузлу (Полтава, Миргород, Пирятин) — 2207 самолёто-вылетов на 12 важных объектов в глубоком тылу противника, в воздушных боях ими было уничтожено не менее 100 немецких самолётов, на земле — более 60. Самолёты-разведчики выполнили 117 боевых вылетов и сфотографировали 174 цели.
В 1950-е годы аэродром Миргород был кардинально модернизирован. В 1953 году положено новое бетонное покрытие взлётно-посадочной полосы, рулёжных дорожек и т. д.. Повторно введён в эксплуатацию в 1956 году. В конце 1970-х годов на Миргородском аэродроме базировался 202-й тяжёлый бомбардировочный авиаполк на самолётах Ту-4. С 1955 года на вооружении 202 тбап — тяжёлые реактивные бомбардировщики Ту-16.
С 1977 года на миргородском аэродроме постоянно базируется 831-й истребительный Галацкий орденов Красного знамени и Кутузова авиаполк на самолётах МиГ-21, а с 1985 года — на тяжёлых многоцелевых истребителях-перехватчиках Су-27. 13 января 1992 года полк принял присягу на верность украинскому народу. С 2003 года это — 831-я бригада тактической авиации ВС Украины.